# Список эпизодов телесериала «Секс в большом городе»
Ниже приведён список и описание эпизодов американского телесериала «Секс в большом городе».

## Обзор сезонов
| Сезон | Сезон | Эпизоды | Эпизоды       | Оригинальная дата показа | Оригинальная дата показа |
| Сезон | Сезон | Эпизоды | Эпизоды       | Премьера сезона          | Финал сезона             |
| ----- | ----- | ------- | ------------- | ------------------------ | ------------------------ |
|       | 1     | 12      | 12            | 6 июня 1998              | 23 августа 1998          |
|       | 2     | 18      | 18            | 6 июня 1999              | 3 октября 1999           |
|       | 3     | 18      | 18            | 4 июня 2000              | 15 октября 2000          |
|       | 4     | 18      | 18            | 3 июня 2001              | 10 февраля 2002          |
|       | 5     | 8       | 8             | 21 июля 2002             | 8 сентября 2002          |
|       | 6     | 20      | 12            | 22 июня 2003             | 14 сентября 2003         |
| 8     | 6     | 20      | 4 января 2004 | 22 февраля 2004          |                          |

## Эпизоды

### Сезон 1 (1998)
| № общий | № в сезоне | Название                                                                | Режиссёр         | Автор сценария                 | Дата премьеры   |
| ------- | ---------- | ----------------------------------------------------------------------- | ---------------- | ------------------------------ | --------------- |
| 1       | 1          | «Секс в большом городе» «Sex & The City»                                | Сьюзен Зейделман | Даррен Стар                    | 6 июня 1998     |
| 2       | 2          | «Модели и простые смертные» «Models & Mortals»                          | Элисон Маклин    | Даррен Стар                    | 14 июня 1998    |
| 3       | 3          | «Гавань противных женатиков» «Bay Of Married Pigs»                      | Николь Холофснэр | Даррен Стар                    | 21 июня 1998    |
| 4       | 4          | «Мир мужчин, которым слегка за 20» «Valley Of The Twentysomething Guys» | Элисон Маклин    | Майкл Патрик Кинг              | 28 июня 1998    |
| 5       | 5          | «Сила обольщения» «The Power Of Female Sex»                             | Сьюзен Зейделман | Дженджи Коэн и Даррен Стар     | 5 июля 1998     |
| 6       | 6          | «Тайный секс» «Secret Sex»                                              | Майкл Филдс      | Даррен Стар                    | 12 июля 1998    |
| 7       | 7          | «Моногамия: За или против» «The Monogamists»                            | Даррен Стар      | Даррен Стар                    | 19 июля 1998    |
| 8       | 8          | «Третий лишний» «Three's A Crowd»                                       | Николь Холофснэр | Дженни Бикс                    | 26 июля 1998    |
| 9       | 9          | «Черепаха и кролик» «The Turtle & The Hare»                             | Майкл Филдс      | Николь Аврил и Сью Колински    | 2 августа 1998  |
| 10      | 10         | «Радости материнства» «The Baby Shower»                                 | Сьюзен Зейделман | Терри Мински                   | 9 августа 1998  |
| 11      | 11         | «Засуха» «The Drought»                                                  | Мэттью Харрисон  | Майкл Грин и Майкл Патрик Кинг | 16 августа 1998 |
| 12      | 12         | «Вера умирает последней» «Oh, Come All Ye Faithful»                     | Мэттью Харрисон  | Майкл Патрик Кинг              | 23 августа 1998 |

### Сезон 2 (1999)
| № общий | № в сезоне | Название | Режиссёр          | Автор сценария                | Дата премьеры    |
| ------- | ---------- | --- | ----------------- | ----------------------------- | ---------------- |
| 13      | 1          | «Пригласи меня на бейсбол» «Take Me Out To The Ballgame»                                                                   | Аллен Култер      | Майкл Патрик Кинг             | 6 июня 1999      |
| 14      | 2          | «Ужасная правда» «The Awful Truth»                                                                                         | Аллен Култер      | Даррен Стар                   | 13 июня 1999     |
| 15      | 3          | «Театр уродов» «The Freak Show»                                                                                            | Аллен Култер      | Дженни Бикс                   | 20 июня 1999     |
| 16      | 4          | «Одиночек пристреливают, не правда ли?» «They Shoot Single People, Don't They?»                                            | Аллен Култер      | Майкл Патрик Кинг             | 27 июня 1999     |
| 17      | 5          | «4 женщины и одни похороны» «Four Women & A Funeral»                                                                       | Аллен Култер      | Дженни Бикс                   | 4 июля 1999      |
| 18      | 6          | «Превратности измен» «The Cheating Curve»                                                                                  | Джон Дэвид Коулс  | Даррен Стар                   | 11 июля 1999     |
| 19      | 7          | «Танец маленьких утят» «The Chicken Dance»                                                                                 | Виктория Хочберг  | Сидни Чупак                   | 18 июля 1999     |
| 20      | 8          | «Мужчины, мифы и виагра» «The Man, The Myth, The Viagra»                                                                   | Виктория Хочберг  | Майкл Патрик Кинг             | 25 июля 1999     |
| 21      | 9          | «Старые кобели, новые члены» «Old Dogs, New Dicks»                                                                         | Алан Тейлор       | Дженни Бикс                   | 1 августа 1999   |
| 22      | 10         | «Деление на касты» «The Caste System»                                                                                      | Эллисон Андерс    | Даррен Стар                   | 8 августа 1999   |
| 23      | 11         | «Эволюция» «Evolution» | Пэм Томас         | Синди Чупак                   | 15 августа 1999  |
| 24      | 12         | «Невыносимое страдание» «La Douleur Exquise!»                                                                              | Майкл Спиллер     | Олли Леви и Майкл Патрик Кинг | 22 августа 1999  |
| 25      | 13         | «Игры взрослых людей» «Games People Play»                                                                                  | Майкл Спиллер     | Дженни Бикс                   | 29 августа 1999  |
| 26      | 14         | «Мужчина исключительно для секса» «The Fuck Buddy»                                                                         | Алан Тейлор       | Даррен Стар                   | 5 сентября 1999  |
| 27      | 15         | «У каждого свои недостатки» «Shortcomings»                                                                                 | Дэн Элгрант       | Терри Мински                  | 12 сентября 1999 |
| 28      | 16         | «Вам понравилось?» «Was It Good For You?»                                                                                  | Дэн Элгрант       | Майкл Патрик Кинг             | 19 сентября 1999 |
| 29      | 17         | «Девушки, которым чуть за 20, против женщин, которым чуть за тридцать» «Twenty-Something Girls vs. Thirty-Something Women» | Даррен Стар       | Даррен Стар                   | 26 сентября 1999 |
| 30      | 18         | «Бывшие в большом городе» «Ex & The City»                                                                                  | Майкл Патрик Кинг | Майкл Патрик Кинг             | 3 октября 1999   |

### Сезон 3 (2000)
| № общий | № в сезоне | Название                                                                    | Режиссёр          | Автор сценария                           | Дата премьеры    | Зрители в США (млн) |
| ------- | ---------- | --------------------------------------------------------------------------- | ----------------- | ---------------------------------------- | ---------------- | ------------------- |
| 31      | 1          | «Нет дыма без огня» «Where's There's Smoke»                                 | Майкл Патрик Кинг | Майкл Патрик Кинг                        | 4 июня 2000      | N/A                 |
| 32      | 2          | «Политкорректность и эрекция» «Politically Erect»                           | Майкл Патрик Кинг | Пэм Томас                                | 11 июня 2000     | 3.60                |
| 33      | 3          | «Нападение высокой женщины» «Attack Of The Five Foot Ten Woman»             | Пэм Томас         | Синди Чупак                              | 18 июня 2000     | 3.98                |
| 34      | 4          | «Девочка или мальчик» «Boy, Girl, Boy, Girl...»                             | Пэм Томас         | Дженни Бикс                              | 25 июня 2000     | 3.69                |
| 35      | 5          | «Никаких если, никаких нет, никаких но» «No Ifs, Ands Or Butts»             | Пэм Томас         | Майкл Патрик Кинг                        | 9 июля 2000      | 3.97                |
| 36      | 6          | «Мы шлюхи?» «Are We Sluts?»                                                 | Пэм Томас         | Синди Чупак                              | 16 июля 2000     | N/A                 |
| 37      | 7          | «Королевы Драмы» «Drama Queens»                                             | Эллисон Андерс    | Даррен Стар                              | 23 июля 2000     | 4.56                |
| 38      | 8          | «Время решает всё» «The Big Time»                                           | Эллисон Андерс    | Дженни Бикс                              | 30 июля 2000     | 3.93                |
| 39      | 9          | «Была без радости любовь, разлука будет без печали...» «Easy Come, Easy Go» | Чарльз Макдугалл  | Майкл Патрик Кинг                        | 6 августа 2000   | 3.50                |
| 40      | 10         | «Всё или ничего» «All Or Nothing»                                           | Чарльз Макдугалл  | Дженни Бикс                              | 13 августа 2000  | 4.42                |
| 41      | 11         | «Как разрубить узел?» «Running With Scissors»                               | Дэнис Эрдман      | Майкл Патрик Кинг                        | 20 августа 2000  | 4.64                |
| 42      | 12         | «Ничего не спрашивай, ничего не говори» «Don't Ask, Don't Tell»             | Дэн Элгрант       | Синди Чупак                              | 27 августа 2000  | 4.16                |
| 43      | 13         | «Бегство из Нью-Йорка» «Escape From New York»                               | Джон Дэвис Коулз  | Бэки Хартман Эдвардс и Майкл Патрик Кинг | 10 сентября 2000 | 4.20                |
| 44      | 14         | «Секс в другом городе» «Sex & Another City»                                 | Джон Дэвис Коулз  | Дженни Бикс                              | 17 сентября 2000 | 4.76                |
| 45      | 15         | «Детки в большом городе» «Hot Child In The City»                            | Майкл Спиллер     | Алан Хэйнберг                            | 24 сентября 2000 | 4.94                |
| 46      | 16         | «Заклятые друзья» «Frenemies»                                               | Майкл Спиллер     | Дженни Бикс                              | 1 октября 2000   | 5.35                |
| 47      | 17         | «Как аукнется, так и откликнется» «What Goes Around Comes Around»           | Аллен Култер      | Даррен Стар                              | 8 октября 2000   | N/A                 |
| 48      | 18         | «Кукареку!» «Cock A Doodle Do!»                                             | Аллен Култер      | Майкл Патрик Кинг                        | 15 октября 2000  | 4.71                |

### Сезон 4 (2001—2002)
| № общий | № в сезоне | Название                                                       | Режиссёр          | Автор сценария                   | Дата премьеры   | Зрители в США (млн) |
| ------- | ---------- | -------------------------------------------------------------- | ----------------- | -------------------------------- | --------------- | ------------------- |
| 49      | 1          | «Терзания и удовольствие» «The Agony & The 'Ex'-tacy»          | Майкл Патрик Кинг | Майкл Патрик Кинг                | 3 июня 2001     | 6.49                |
| 50      | 2          | «Моя настоящая жизнь» «The Real Me»                            | Майкл Патрик Кинг | Майкл Патрик Кинг                | 3 июня 2001     | 5.93                |
| 51      | 3          | «Определить — значит понять» «Defining Moments»                | Аллен Култер      | Дженни Бикс                      | 10 июня 2001    | 5.48                |
| 52      | 4          | «При чём тут секс?» «What's Sex Got To Do With It?»            | Аллен Култер      | Николь Аврил                     | 17 июня 2001    | 5.13                |
| 53      | 5          | «Город призраков» «Ghost Town»                                 | Майкл Спиллер     | Аллан Хэйнберг                   | 24 июня 2001    | 5.84                |
| 54      | 6          | «Меньше слов и больше дела» «Baby, Talk Is Cheap»              | Майкл Спиллер     | Синди Чупак                      | 1 июля 2001     | 5.47                |
| 55      | 7          | «Преступление и Наказание» «Time & Punishment»                 | Майкл Энглер      | Джессика Бэндинджер              | 8 июля 2001     | 5.59                |
| 56      | 8          | «Мой компьютер и я» «My Motherboard, My Self»                  | Майкл Энглер      | Джули Роттенберг и Элиза Зурицки | 15 июля 2001    | 5.37                |
| 57      | 9          | «Секс за городом» «Sex & The Country»                          | Майкл Спиллер     | Аллан Хэйнберг                   | 22 июля 2001    | 5.80                |
| 58      | 10         | «Благородные дамы и мужские достоинства» «Belles Of The Balls» | Майкл Спиллер     | Майкл Патрик Кинг                | 29 июля 2001    | 5.98                |
| 59      | 11         | «Если бы да кабы» «Coulda, Woulda, Shoulda»                    | Дэвид Френкель    | Дженни Бикс                      | 5 августа 2001  | 5.87                |
| 60      | 12         | «Просто скажи „Да“» «Just Say Yes»                             | Дэвид Френкель    | Синди Чупак                      | 12 августа 2001 | 6.64                |
| 61      | 13         | «Худой мир лучше добрый ссоры» «The Good Fight»                | Чарльз Макдугалл  | Майкл Патрик Кинг                | 6 января 2002   | 7.30                |
| 62      | 14         | «Не всё то золото, что блестит» «All That Glitters...»         | Чарльз Макдугалл  | Синди Чупак                      | 13 января 2002  | 6.81                |
| 63      | 15         | «Смена декораций» «Change Of A Dress»                          | Алан Тейлор       | Джули Роттенберг и Элиза Зурицки | 20 января 2002  | 5.02                |
| 64      | 16         | «Игра стоит свеч» «Ring A Ding Ding»                           | Алан Тейлор       | Эми Б. Харрис                    | 27 января 2002  | 7.20                |
| 65      | 17         | «Идея в стиле Vogue» «A 'Vogue' Idea»                          | Марта Кулидж      | Алан Хэйнберг                    | 3 февраля 2002  | 4.34                |
| 66      | 18         | «Мой любимый Нью-Йорк» «I Heart NY»                            | Марта Кулидж      | Майкл Патрик Кинг                | 10 февраля 2002 | 7.39                |

### Сезон 5 (2002)
| № общий | № в сезоне | Название                                           | Режиссёр          | Автор сценария                   | Дата премьеры   | Зрители в США (млн) |
| ------- | ---------- | -------------------------------------------------- | ----------------- | -------------------------------- | --------------- | ------------------- |
| 67      | 1          | «Поднять якоря» «Anchors Away»                     | Чарльз Макдугалл  | Майкл Патрик Кинг                | 21 июля 2002    | 7.93                |
| 68      | 2          | «Непервородный грех» «Unoriginal Sin»              | Чарльз Макдугалл  | Синди Чупак                      | 28 июля 2002    | 6.63                |
| 69      | 3          | «Старые девы делают ставки» «Luck Be An Old Lady»  | Джон Дэвис Коулс  | Джули Роттенберг и Элиза Зурицки | 4 августа 2002  | 6.59                |
| 70      | 4          | «Девушка с обложки» «Cover Girl»                   | Джон Дэвис Коулс  | Джуди Толл и Майкл Патрик Кинг   | 11 августа 2002 | 7.31                |
| 71      | 5          | «Второй лишний» «Plus One Is The Loneliest Number» | Майкл Патрик Кинг | Сидни Чупак                      | 18 августа 2002 | 6.95                |
| 72      | 6          | «Ситуация критическая» «Critical Condition»        | Майкл Патрик Кинг | Алекса Джанг                     | 25 августа 2002 | 7.38                |
| 73      | 7          | «Большое путешествие» «The Big Journey»            | Майкл Энглер      | Майкл Патрик Кинг                | 1 сентября 2002 | 5.95                |
| 74      | 8          | «Этот прекрасный фарс» «I Love A Charade»          | Майкл Энглер      | Сидни Чупак и Майкл Патрик Кинг  | 8 сентября 2002 | 7.33                |

### Сезон 6 (2003—2004)
| № общий | № в сезоне | Название                                                                       | Режиссёр          | Автор сценария                   | Дата премьеры    | Зрители в США (млн) |
| ------- | ---------- | ------------------------------------------------------------------------------ | ----------------- | -------------------------------- | ---------------- | ------------------- |
| 75      | 1          | «Рынок акций — ярмарка невест» «To Market, to Market»                          | Майкл Патрик Кинг | Майкл Патрик Кинг                | 22 июня 2003     | 7.30                |
| 76      | 2          | «Секс моей мечты» «Great Sexpectations»                                        | Майкл Патрик Кинг | Синди Чупак                      | 29 июня 2003     | 5.82                |
| 77      | 3          | «Идеальный подарок» «The Perfect Present»                                      | Дэвид Френкель    | Дженни Бикс                      | 6 июля 2003      | 6.95                |
| 78      | 4          | «Обиды и обидки» «Pick-A-Little, Talk-A-Little»                                | Дэвид Френкель    | Джули Роттенберг и Элиза Зурицки | 13 июля 2003     | 6.60                |
| 79      | 5          | «Свет, Камера, Играем в любовь» «Lights, Camera, Relationship»                 | Майкл Энглер      | Майкл Патрик Кинг                | 20 июля 2003     | 6.43                |
| 80      | 6          | «Прыг-скок» «Hop, Skip And A Week»                                             | Майкл Энглер      | Эми Б. Харрис                    | 20 июля 2003     | 6.34                |
| 81      | 7          | «Записка всегда приклеивается дважды» «The Post-it Always Sticks Twice»        | Алан Тейлор       | Лиз Тучилло                      | 27 июля 2003     | 5.77                |
| 82      | 8          | «Улов» «The Catch»                                                             | Алан Тейлор       | Синди Чупак                      | 3 августа 2003   | 6.64                |
| 83      | 9          | «Право женщины на туфли» «Woman's Right To Shoes»                              | Тим Ван Паттен    | Дженни Бикс                      | 10 августа 2003  | 6.74                |
| 84      | 10         | «Дежавю» «Boy, Interrupted»                                                    | Тим Ван Паттен    | Синди Чупак                      | 17 августа 2003  | 6.94                |
| 85      | 11         | «Эффект домино» «Domino Effect»                                                | Дэвид Френкель    | Джули Роттенберг и Элиза Зурицки | 7 сентября 2003  | 6.69                |
| 86      | 12         | «Один единственный» «The One»                                                  | Дэвид Френкель    | Майкл Патрик Кинг                | 14 сентября 2003 | 7.65                |
| 87      | 13         | «Пусть будет свет» «Let There Be Light»                                        | Майкл Патрик Кинг | Майкл Патрик Кинг                | 4 января 2004    | 6.36                |
| 88      | 14         | «Фактор „Фу“» «The Ick Factor»                                                 | Венди Станцлер    | Джули Роттенберг и Элиза Зурицки | 11 января 2004   | N/A                 |
| 89      | 15         | «Уловка 38» «Catch 38»                                                         | Майкл Энглер      | Синди Чупак                      | 18 января 2004   | N/A                 |
| 90      | 16         | «Из огня да в полымя» «Out of the Frying Pan»                                  | Майкл Энглер      | Дженни Бикс                      | 25 января 2004   | 6.94                |
| 91      | 17         | «Холодная война» «The Cold War»                                                | Джулиан Фарино    | Ори Уоллингтон                   | 1 февраля 2004   | 4.43                |
| 92      | 18         | «Всплеск» «Splat»                                                              | Джулиан Фарино    | Дженни Бикс и Синди Чупак        | 8 февраля 2004   | 4.83                |
| 93      | 19         | «Американка в Париже, часть первая» «An American Girl In Paris (Part Une)»     | Тим Ван Паттен    | Майкл Патрик Кинг                | 15 февраля 2004  | 6.14                |
| 94      | 20         | «Американка в Нью-Йорке, часть вторая» «An American Girl In Paris (Part Deux)» | Тим Ван Паттен    | Майкл Патрик Кинг                | 22 февраля 2004  | 10.62               |